# 太美駅
太美駅（ふとみえき）は、北海道石狩郡当別町太美町にある、北海道旅客鉄道（JR北海道）札沼線（学園都市線）の駅である。駅番号はG12。電報略号はリミ。事務管理コードは▲130204。

## 歴史

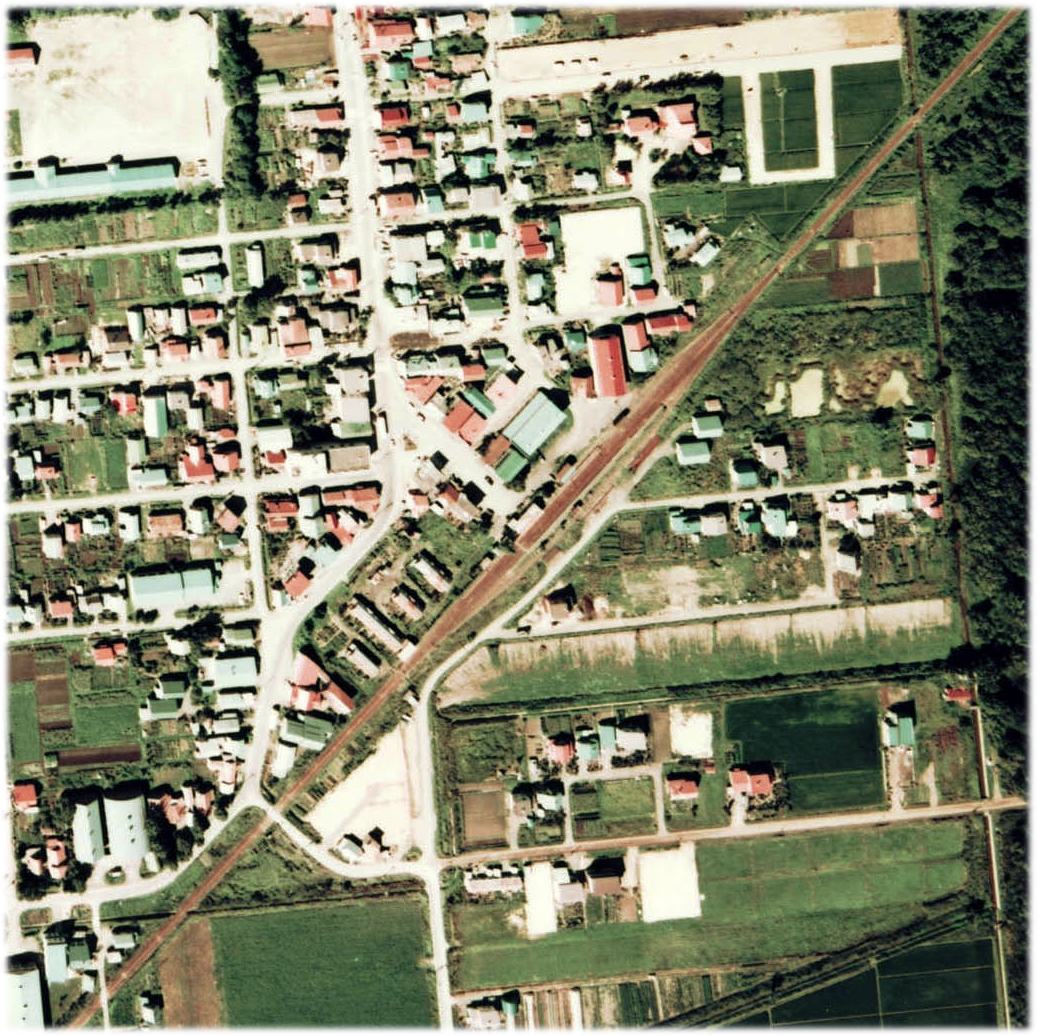
1976年の石狩太美駅と周囲約500m範囲。左下が札幌方面。単式と島式の複合ホーム2面3線、駅舎横の新十津川側に櫛型に切り欠いた貨物ホームと引込み線を有する。1983年時点で駅裏側の副本線は札幌側が切られて引込み線化された。また1993年までに双方向共、安全側線が設けられている。

- 1934年（昭和9年）11月20日：国有鉄道札沼南線桑園駅 - 石狩当別駅（現・当別駅）間の開通に伴い、同線の石狩太美駅（いしかりふとみえき）として開業[4]。一般駅[1]。
- 1935年（昭和10年）10月3日：石狩当別駅 - 浦臼駅間の延伸開業[JR北 2]に伴い、札沼南線が札沼北線と統合し、札沼線に改称。
- 1949年（昭和24年）6月1日：日本国有鉄道法施行に伴い、日本国有鉄道（国鉄）に継承。
- 1979年（昭和54年）2月1日：貨物扱い廃止[1]。
- 1983年（昭和58年）以前：跨線橋設置。
- 1984年（昭和59年）
  - 2月1日：荷物扱い廃止[1]。
  - 3月31日：駅員無配置駅となり[新聞 1]、簡易委託化。
- 1987年（昭和62年）4月1日：国鉄分割民営化に伴い、北海道旅客鉄道（JR北海道）に継承[1]。
- 1988年（昭和63年）11月：交換設備に安全側線を設置し、交換列車の同時進入を可能とする[5]。
- 1990年（平成2年）11月4日：駅舎改築[6][新聞 2]。
- 1991年（平成3年）3月16日：札沼線に「学園都市線」の愛称を設定[JR北 2][JR北 3][7]。
- 1999年（平成11年）
  - この年：自動券売機導入に伴い、簡易委託廃止。無人駅となる。
  - 11月10日：改札口からホームへのエレベーターを設置し、供用開始[新聞 3]。
  - 12月6日：自動改札機を設置し、供用開始[8]。
- 2000年（平成12年）札沼線（学園都市線）のうち、当駅を含む桑園駅 - 石狩月形駅間に自動進路制御装置 (PRC) を導入[9]。
- 2007年（平成19年）10月1日：駅番号設定（G12）[JR北 4]。
- 2008年（平成20年）10月25日：IC乗車券「Kitaca」使用開始[JR北 5]。
- 2012年（平成24年）6月1日：札沼線（学園都市線）のうち、当駅を含む桑園駅 - 北海道医療大学駅間が電化（交流20,000V・50Hz）[JR北 6][JR北 7]。
- 2022年（令和4年）3月12日：駅名を太美駅に改称[JR北 8][JR北 1]。それに先立ち駅舎および北口にスロープ新設など段差解消工事を実施[JR北 8]。

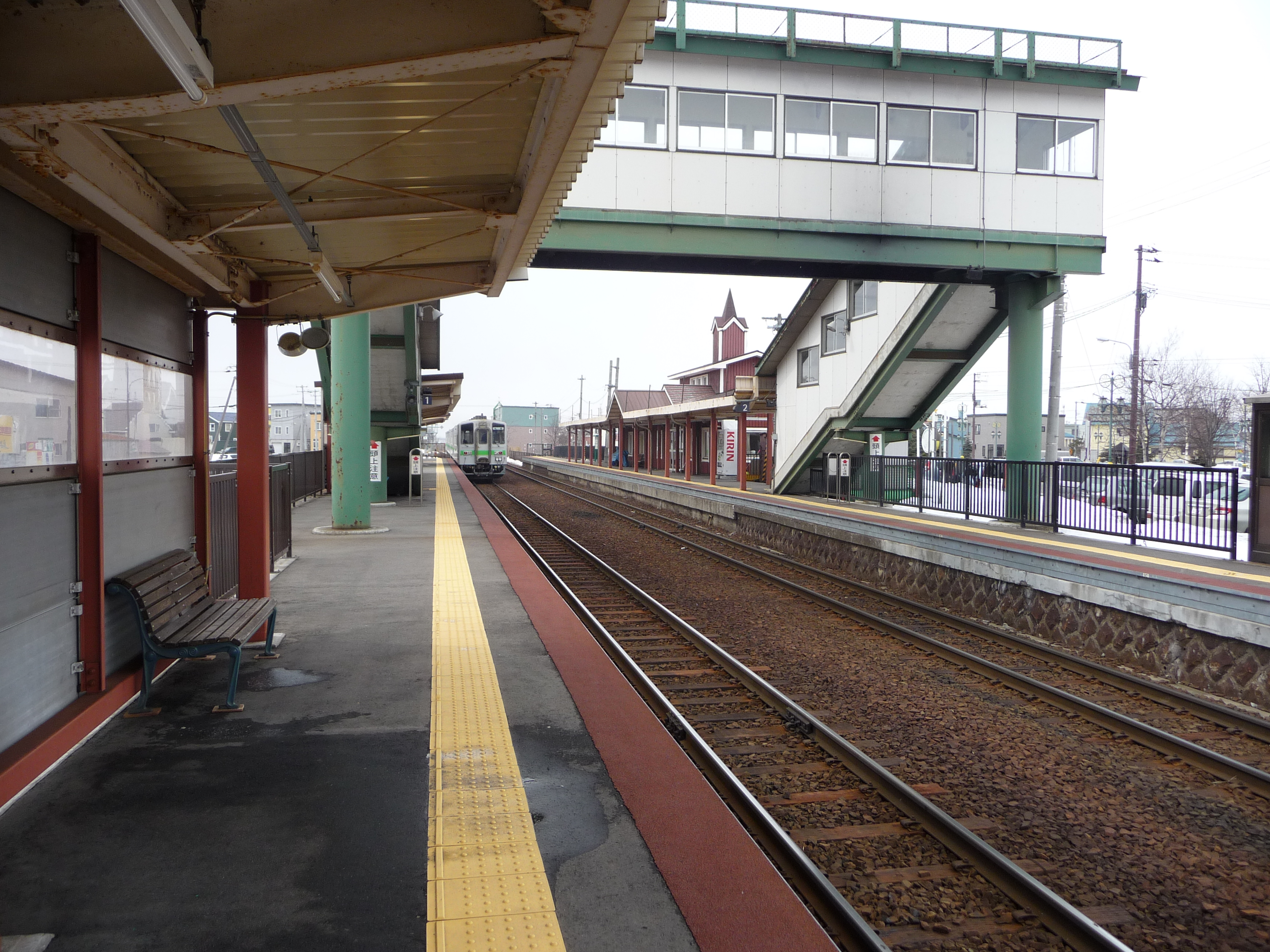
電化前のホーム（2009年3月）
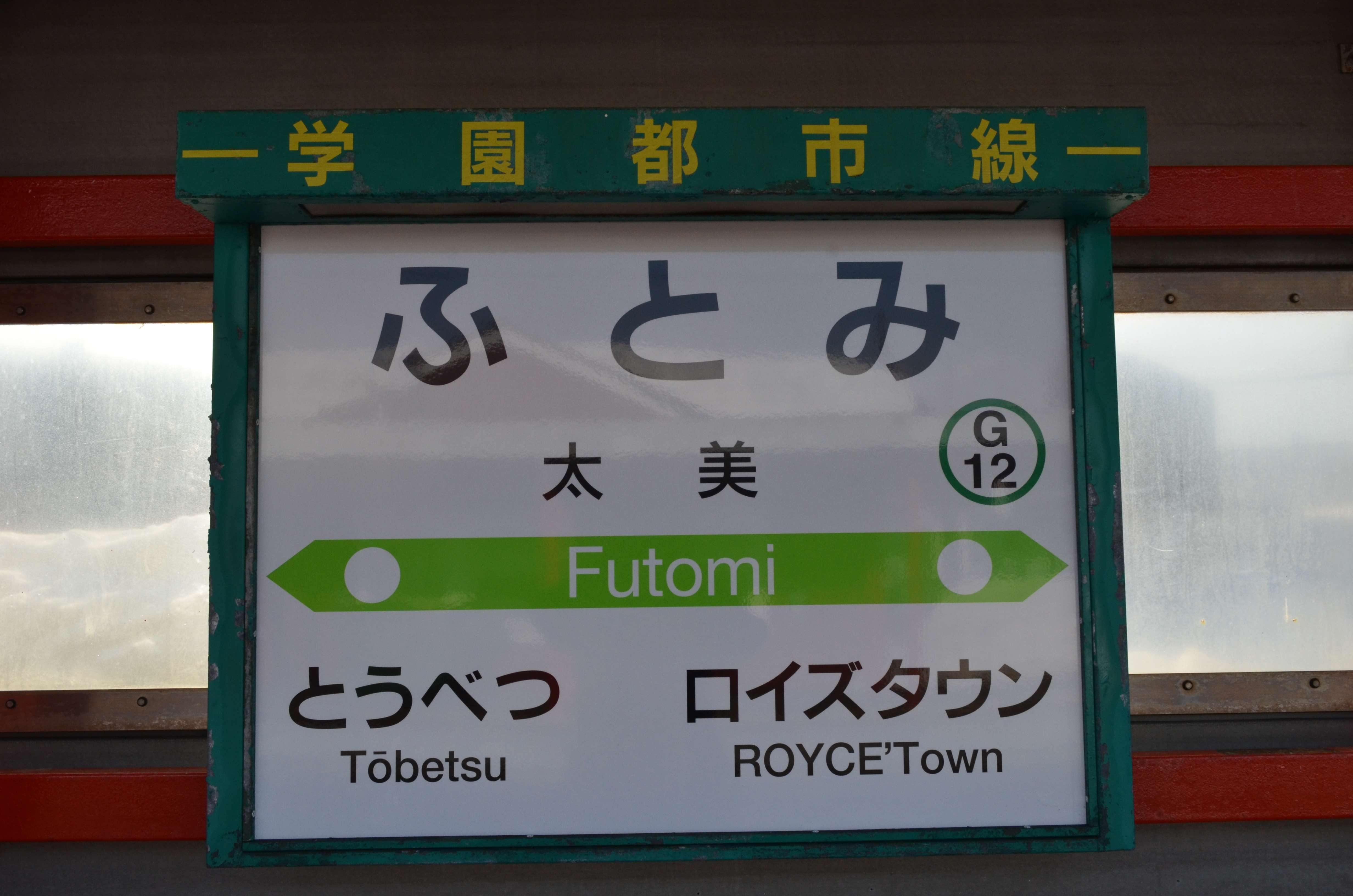
改称後の駅名標（2022年3月）

### 駅名の由来
駅の開設にあたり、所在する当別太（とうべつぶと）地区と、隣接する美登江（びとえ、現・ビトエ）地区から一字ずつ取って命名した合成地名である。当別太はアイヌ語の「トペップトゥ（topet-putu）」（当別川〔←沼・川〕の川口）に、美登江はアイヌ語の「ピトイ（pit-o-i」（小石・多い・ところ）に由来する。
当初は同音の太海駅が千葉県に存在していたため、旧国名の「石狩」を冠したが、2010年代に入って札沼線北海道医療大学駅以北の路線廃止（2020年）に関連し、当別町が「自治体名を石狩市と誤認している町外の方が多い」として、当駅と石狩当別駅の駅名から「石狩」の呼称を削除することをJR北海道と協議し、2022年（令和4年）3月12日実施のダイヤ改正で隣にロイズタウン駅が開業するのに合わせ、改称された。

## 駅構造
相対式ホーム2面2線を持つ地上駅。もとは駅本屋側の下り本線が1番線、対向の上り本線が2番線であったが、後年上り本線側を1番線に振りなおしている。このほか、1番線の北海道医療大学方で分岐し、1番線ホームの途中まで伸びる保守用側線を有する。2つのホームはホームの北海道医療大学方に設けられた跨線橋で結ばれているが、跨線橋は階段のみでエレベーター等の設備は設けられていない。
当別駅管理の無人駅。駅舎は当別町がスウェーデン・レクサンド市と姉妹提携していること、周辺にスウェーデンヒルズと称する住宅地があることから、1990年（平成2年）の改築で中央に三角屋根の時計台をつけたスウェーデン風の建築とされており、外装材や窓枠はスウェーデンから輸入された。駅舎内には待合設備のほか、自動券売機・自動改札機、トイレが設けられている。このほか駅舎の半分は当別町の施設となっており、当初は町民センターや町出張所が入居、その後はロイズコンフェクトの直営店「ロイズJR太美駅店」を経て、閉店後の2010年（平成22年）4月3日に当別町観光協会が運営する観光情報プラザ「FIKA」が設置されたが、2023年（令和5年）3月末で閉店し、同年8月からは地元のイタリアンレストランが運営するカフェが入居している。
また、駅本屋の反対側である1番線側にも改札口が設けられており、2022年（令和4年）の駅名改称に先立ちスロープや待合設備の新設が行われている。

### のりば
| 番線 | 路線                  | 方向 | 行先                     |
| ---- | --------------------- | ---- | ------------------------ |
| 1    | ■札沼線（学園都市線） | 上り | 札幌・新千歳空港方面     |
| 2    | ■札沼線（学園都市線） | 下り | 当別・北海道医療大学方面 |

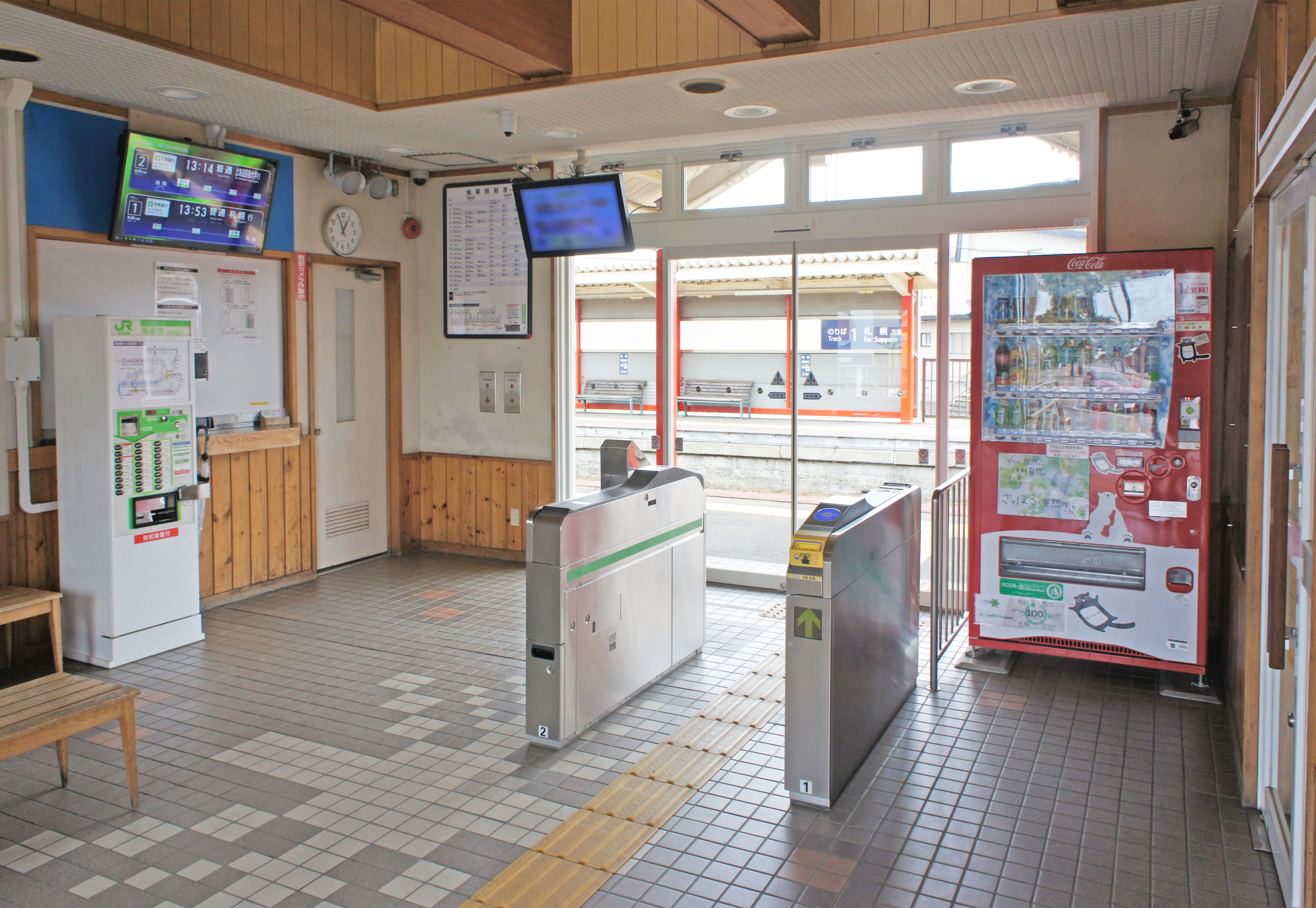
駅舎内改札口（2022年4月）
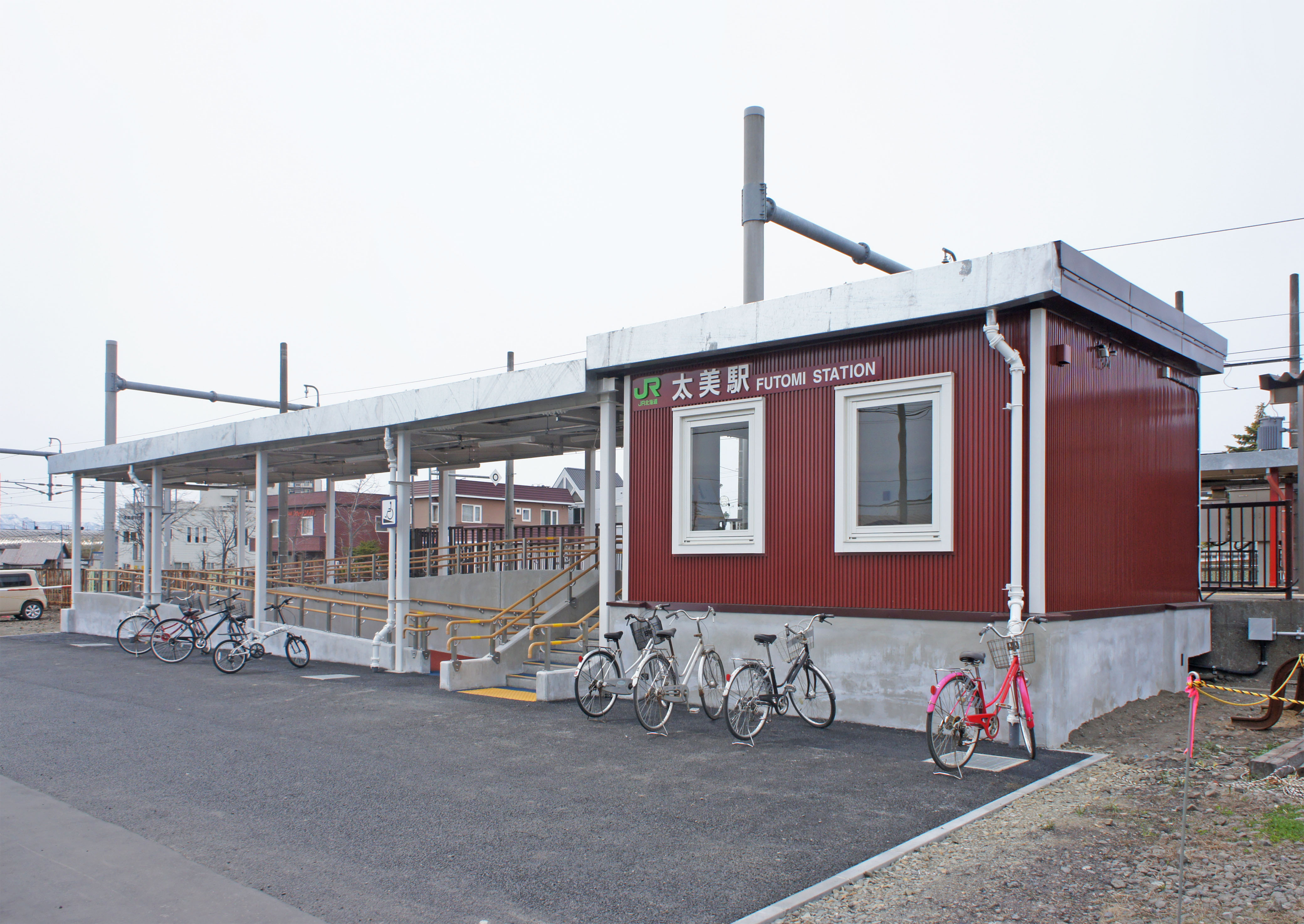
1番線ホーム出入口（2022年4月）
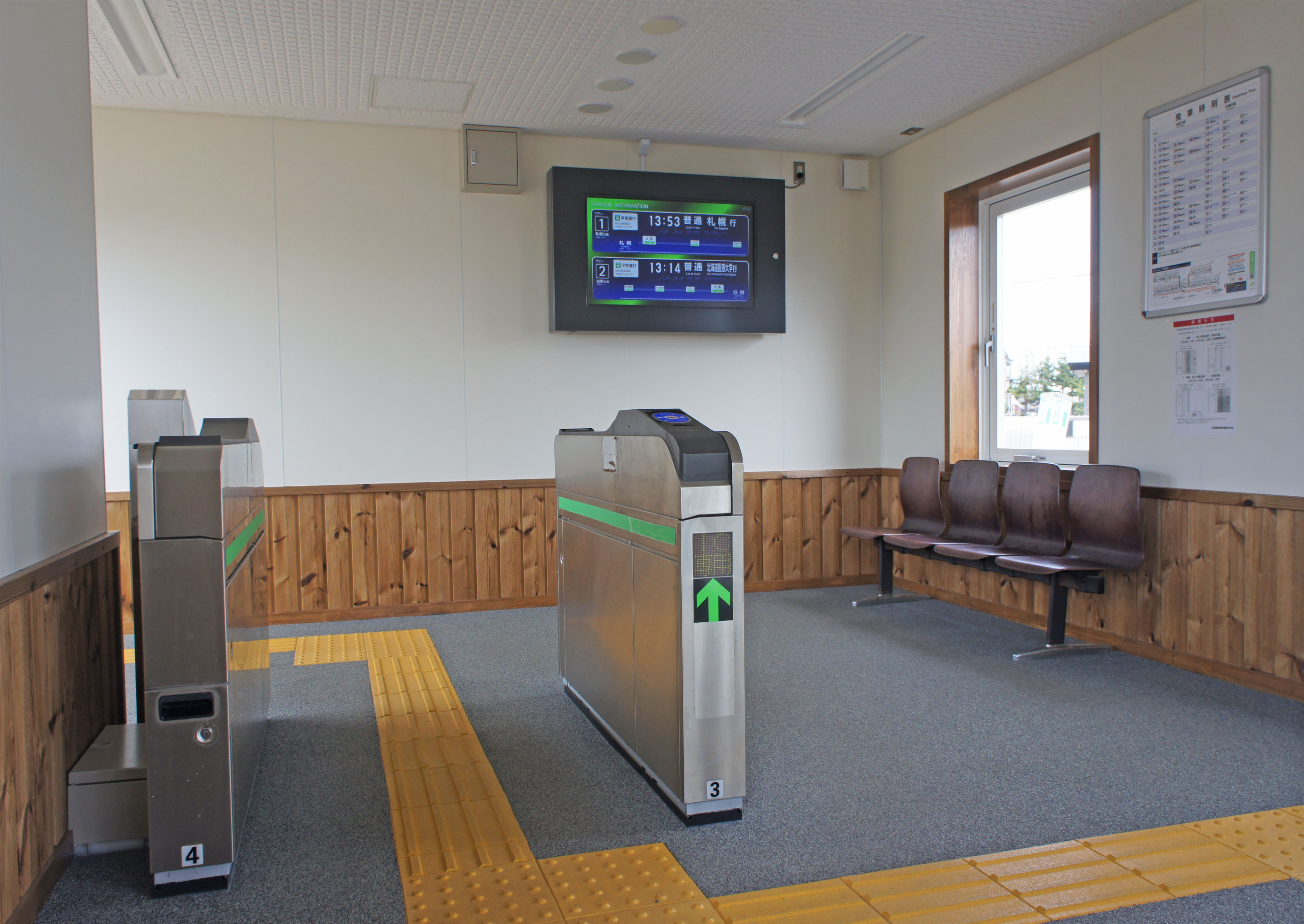
1番線ホーム改札口（2022年4月）
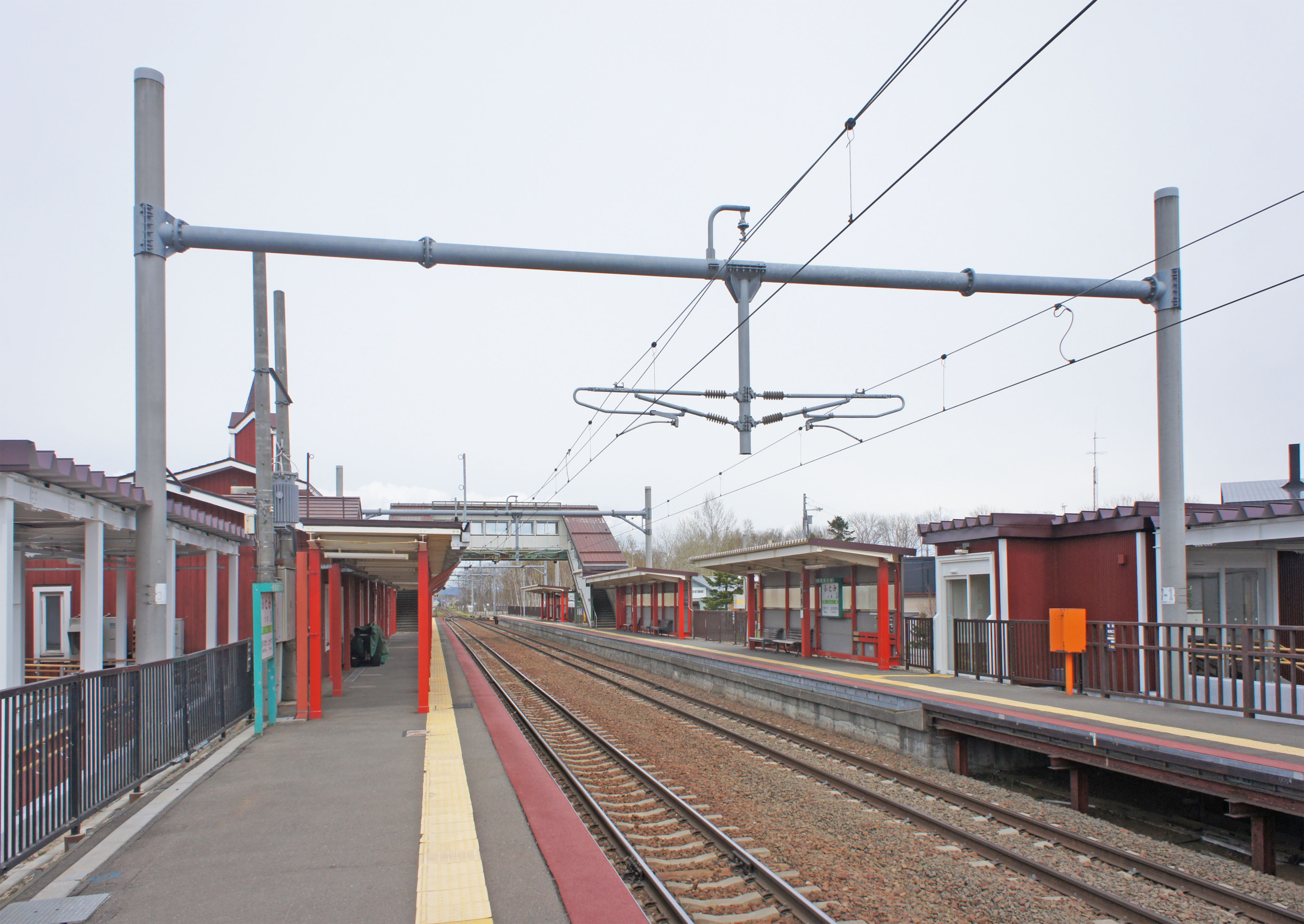
ホーム（2022年4月）
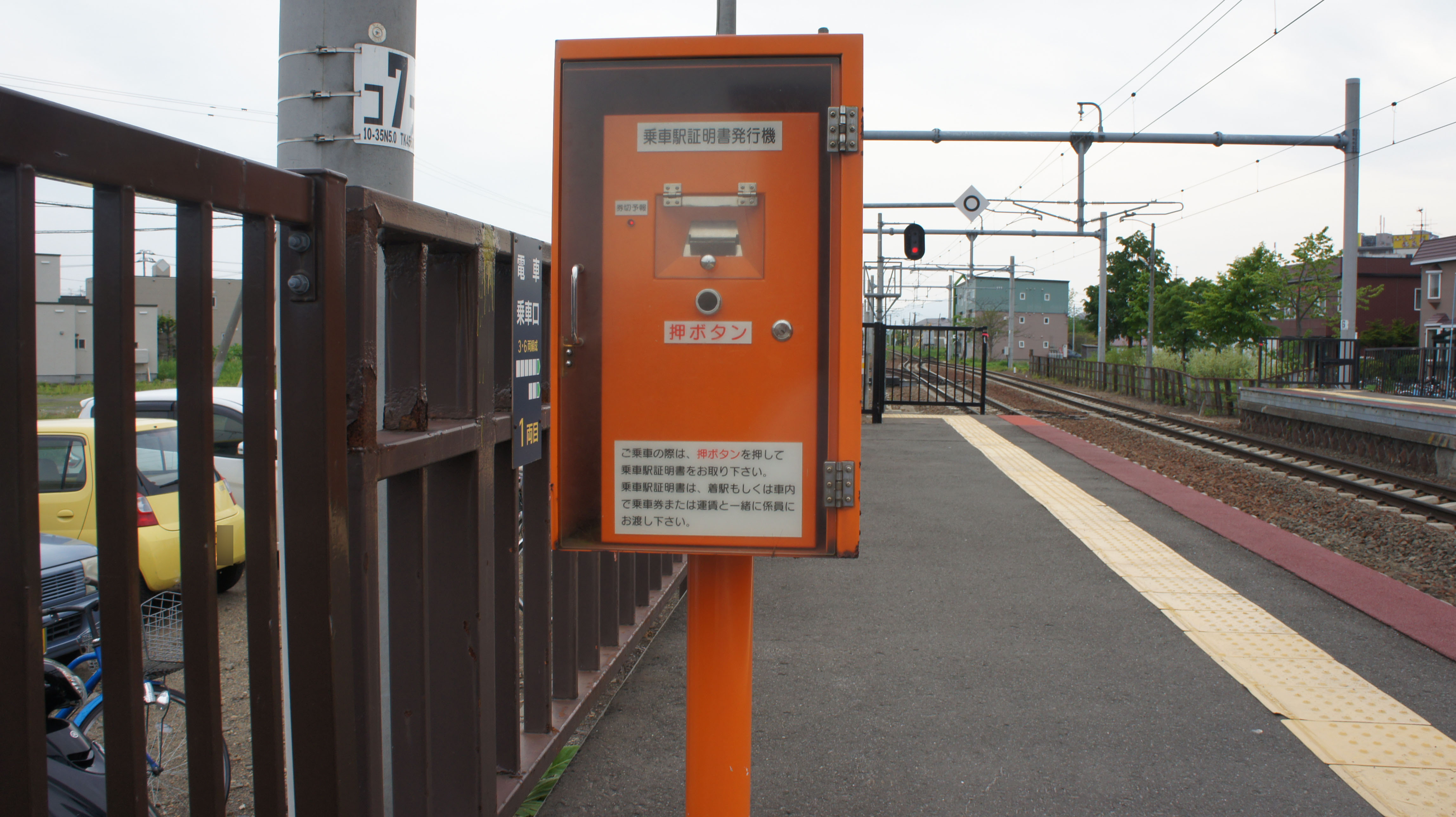
1番線に設置されている乗車駅証明書発行機（2017年5月）
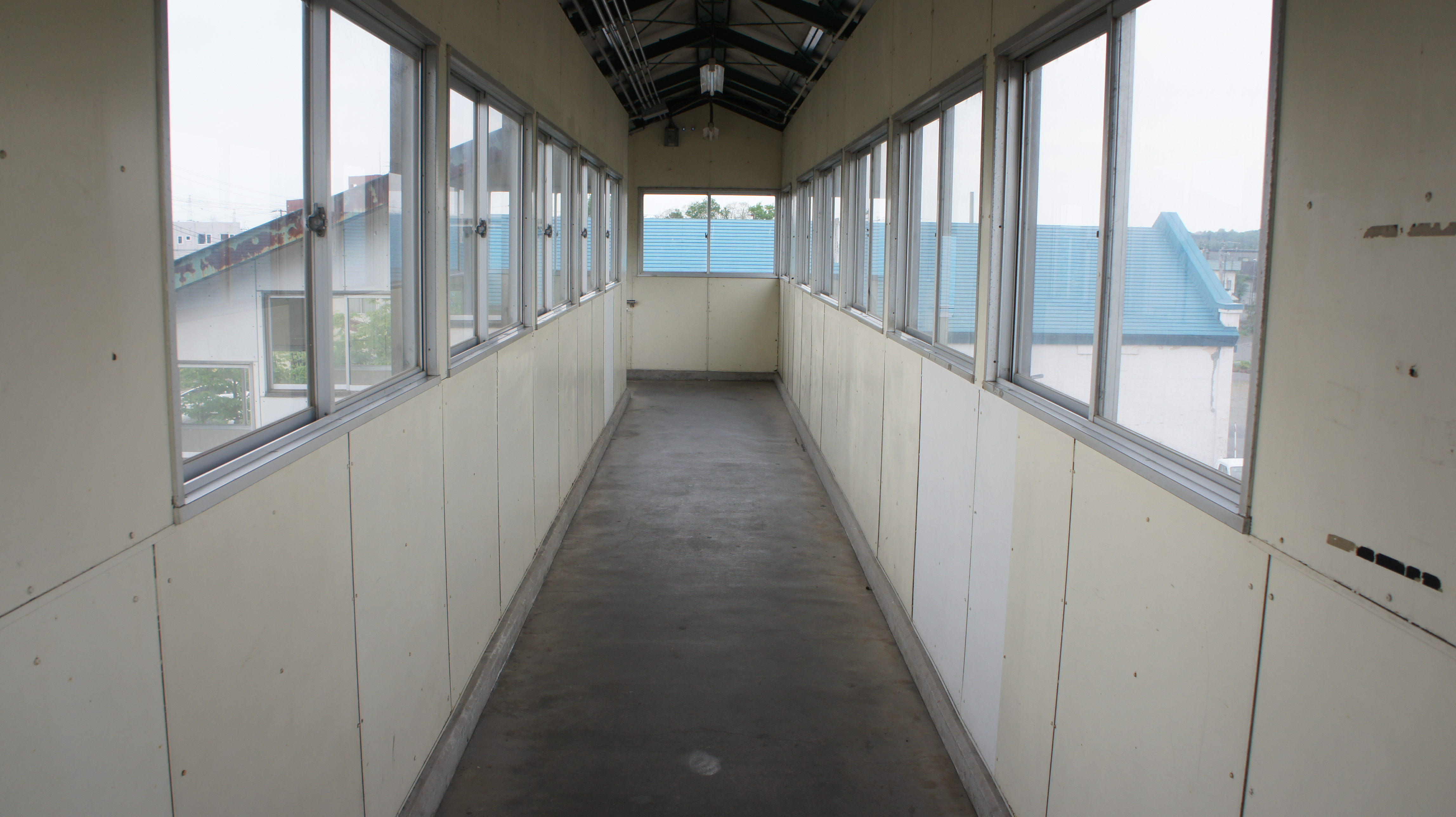
跨線橋（2017年5月）
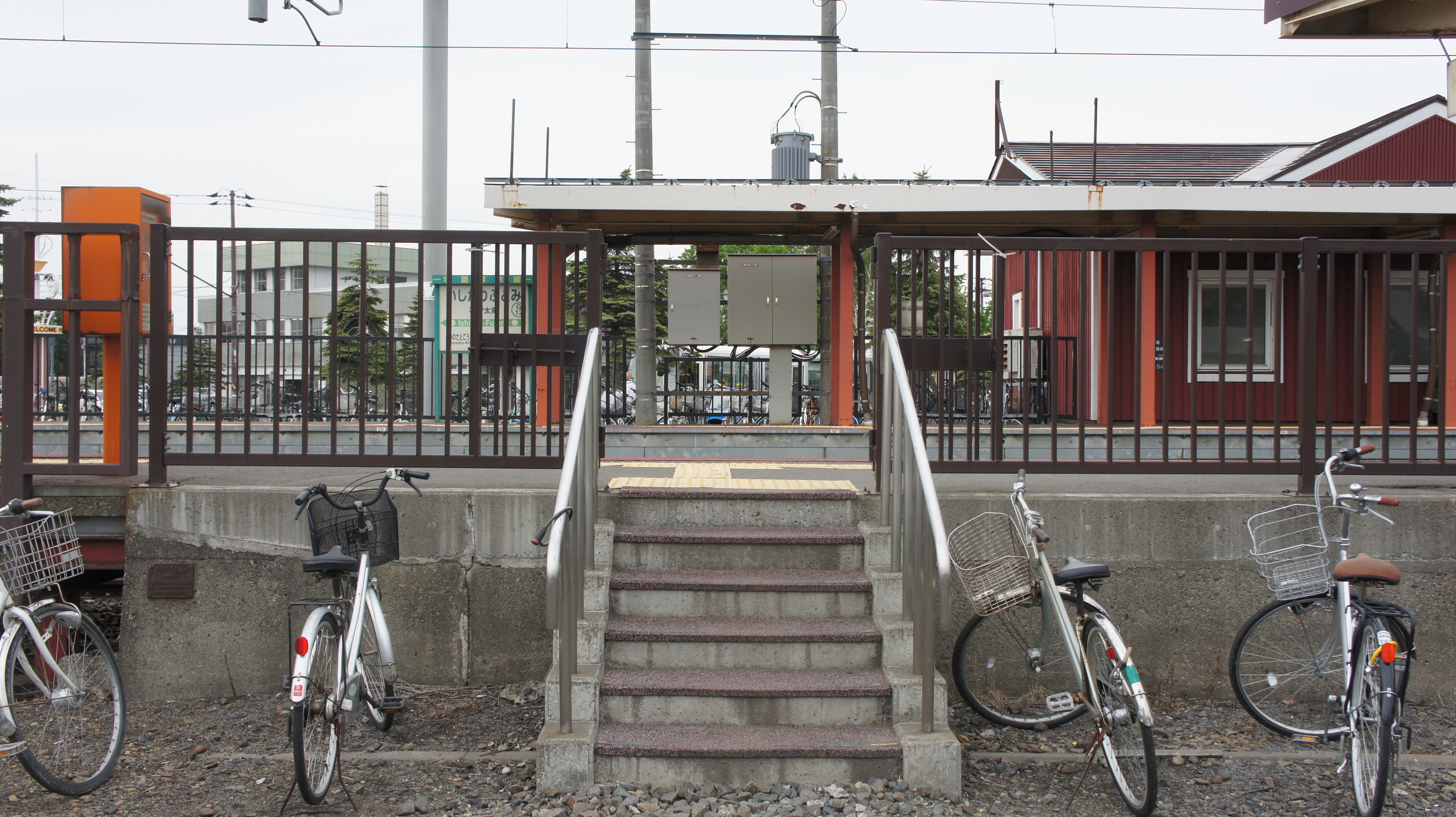
改修前の1番線出入口（2017年5月）
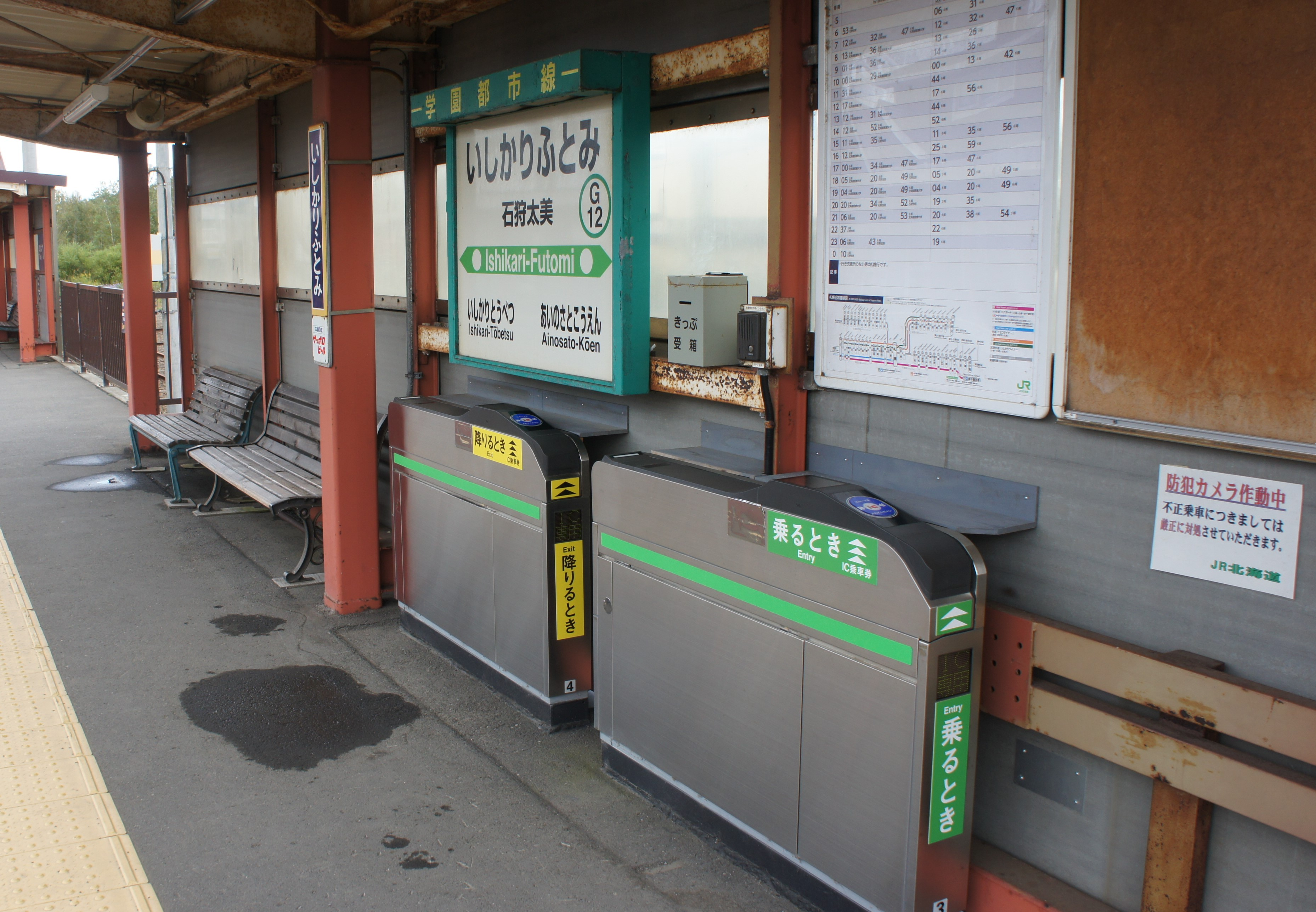
旧1番線ホーム改札口（2018年10月）
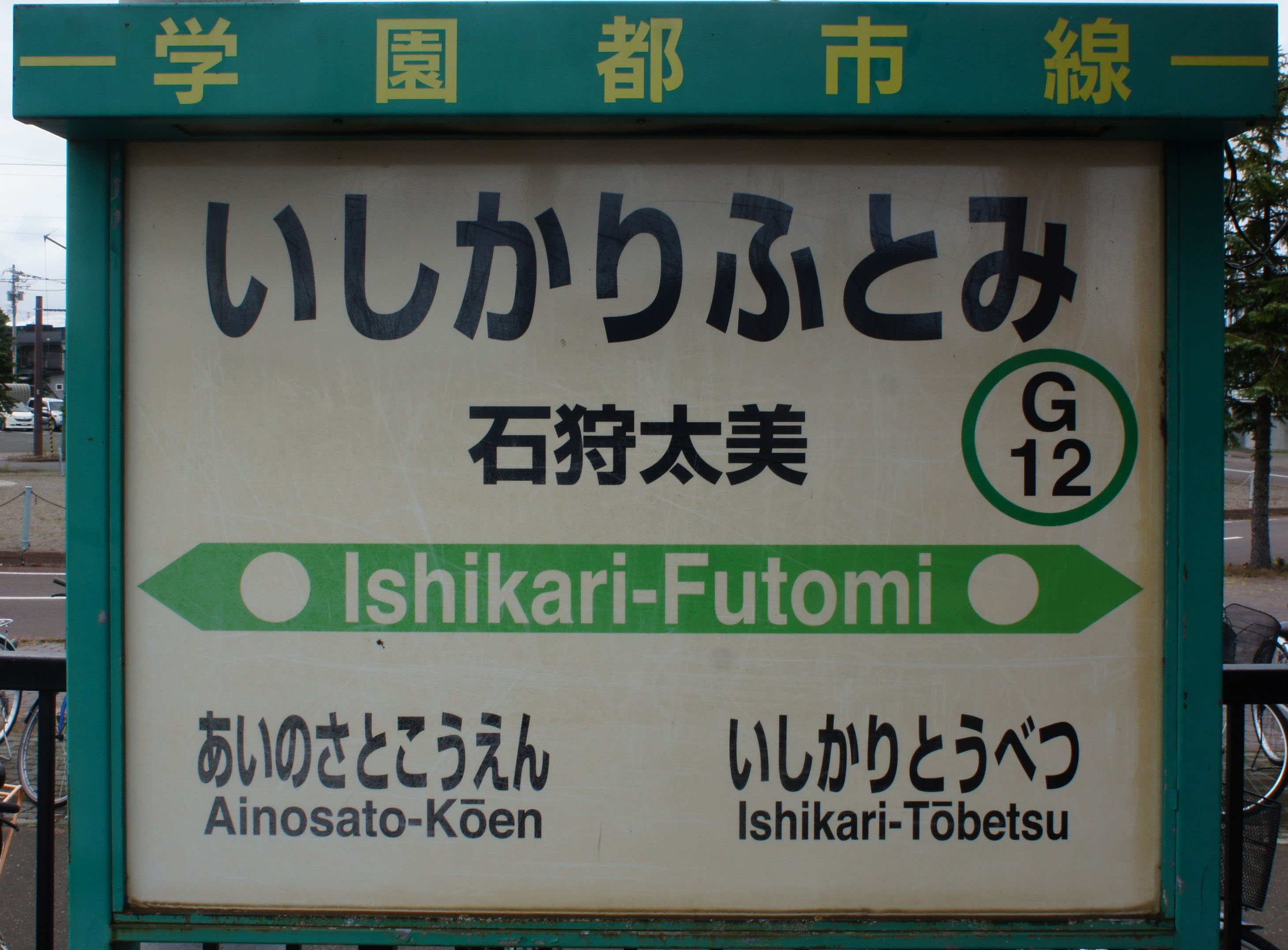
改称前の駅名標（2018年10月）

## 利用状況
| 乗車人員推移       | 乗車人員推移 |
| 年度               | 1日平均人数  |
| ------------------ | ------------ |
| 1950年（昭和25年） | 419          |
| 1955年（昭和30年） | 526          |
| 1960年（昭和35年） | 560          |
| 1965年（昭和40年） | 793          |
| 1969年（昭和44年） | 730          |
| 2011年（平成23年） | 1,025        |
| 2012年（平成24年） | 1,049        |
| 2013年（平成25年） | 983          |
| 2014年（平成26年） | 942          |

## 駅周辺
駅周辺は札幌から広がってきた住宅街があり、街ができているが少し離れると農村地帯になる。
- 国道337号
- 当別町役場太美出張所
- 北警察署太美駐在所
- 太美郵便局
- 北石狩農業協同組合（JA北いしかり）西当別支所
- 当別町立西当別小学校
- 当別町立西当別中学校
- ふとみ銘泉 万葉の湯（万葉倶楽部）
- スウェーデンヒルズ
- 当別ふれあいバス（あいの里金沢線・西当別道の駅線）「JR太美駅」停留所[16][17]
  - かつては北海道中央バスも乗り入れていた。

## 隣の駅
北海道旅客鉄道（JR北海道）
■札沼線（学園都市線）
あいの里公園駅 (G11) - *ロイズタウン駅 (G11-1) - 太美駅 (G12) - 当別駅 (G13)
*:一部列車はロイズタウン駅を通過する。

### JR北海道
1. 1 2 3  『2022年3月ダイヤ改正について』（PDF）（プレスリリース）北海道旅客鉄道、2021年12月17日。オリジナルの2021年12月17日時点におけるアーカイブ。2021年12月17日閲覧。
2. 1 2  『札沼線（学園都市線）の電化について』（PDF）（プレスリリース）北海道旅客鉄道、2009年9月9日。2009年9月14日閲覧。
3. ↑  『札沼線（学園都市線）の電化開業時期について』（PDF）（プレスリリース）北海道旅客鉄道、2011年10月13日。2011年10月17日閲覧。
4. ↑  『駅番号表示（駅ナンバリング）を実施します』（PDF）（プレスリリース）北海道旅客鉄道、2007年9月12日。2014年9月6日閲覧。
5. ↑  『Kitacaサービス開始日決定について』（PDF）（プレスリリース）北海道旅客鉄道、2008年9月10日。2015年1月10日閲覧。
6. ↑  『学園都市線電化開業に伴う電車の投入（第一次）について』（PDF）（プレスリリース）北海道旅客鉄道、2012年3月14日。2014年7月21日閲覧。
7. ↑  『平成24年10月ダイヤ改正について』（PDF）（プレスリリース）北海道旅客鉄道、2012年8月3日。2012年8月17日閲覧。
8. 1 2 3 4 5  『札沼線の駅（当別町内）に関するお知らせ』（PDF）（プレスリリース）北海道旅客鉄道、2021年4月14日、2頁。オリジナルの2021年4月14日時点におけるアーカイブ。2021年4月14日閲覧。
9. 1 2  “太美”. 駅の情報検索（時刻表・バリアフリー）.  北海道旅客鉄道. 2023年7月16日時点のオリジナルよりアーカイブ。2023年7月16日閲覧。

### 新聞記事
1. ↑  “「通報」●函館本線蘭越駅ほか29駅の駅員無配置について（旅客局）”. 鉄道公報 (日本国有鉄道総裁室文書課):  p. 4. (1984年3月31日)
2. ↑  “自慢のわが駅 北欧のムード”. 北海道新聞 (北海道新聞社). (1990年11月5日)
3. ↑  「JR石狩当別駅ホーム 身障者エレベーターが完成 願いかなった… きょうから供用開始」『北海道新聞』北海道新聞社、1999年11月10日、朝刊、22面。
4. ↑  “当別の観光拠点フィーカ、3月末閉館 飲食店誘致など模索”. 北海道新聞 (2023年3月10日). 2023年3月11日閲覧。